# Etheostoma wapiti
 Etheostoma wapiti és una espècie de peix de la família dels pèrcids i de l'ordre dels perciformes.

## Morfologia
Els mascles poden assolir els 8,5 cm de longitud total.

## Distribució geogràfica
Es troba a Nord-amèrica: sud de Tennessee i nord d'Alabama.